# ألفن آن دن راين
ألفن آن دن راين Alphen aan den Rijn  هي مدينة وبلدية غرب هولندا، في مقاطعة جنوب هولندا.

## طوبوغرافيا
خريطة طوبوغرافية هولندية لبلدية ألفن آن دن راين، سبتمبر 2014، (تقرأ بعد ثلاث نقرات على الخريطة).

## أعلام
- جينس تورنسترا
- باتريك ستيفنز
- عصام المعش
- عبد الرحيم هاتف
- فنسنك
- شيرين الزيني
- هانك آرون